# Generationsbezeichnungen
Für die Generationenbezeichnung gibt es in der Familiengeschichtsforschung (Genealogie, Ahnenforschung) neben Eltern und Großeltern weitere Verwandtschaftsbeziehungen, die in aufsteigender Folge aufeinander aufbauen, jeweils mit den Formen -mutter und  -vater. Ab der Vorfahren-Generation der Urgroßeltern werden weitere Ur- davor gesetzt: Ururgroßeltern, Urururgroßeltern und so weiter. Die Vorsilbe Ur- bedeutet „am Anfang, ursprünglich“.
Die Bezifferung der Generationen kann mit normalen oder (versetzt) mit römischen Zahlen vorgenommen werden. Um unübersichtlich lange Bezeichnungen wie Ururururururgroßeltern zu vermeiden, haben Familienforscher andere Benennungen vorgeschlagen, die Ur- nur einmal je Bezeichnung enthalten; beispielsweise erhalten die 7 genealogischen Bezeichnungen Alt-, Ober-, Stamm-, Ahnen-, Urahnen-, Erz- und Erzahnen- jeweils eine Unterstruktur mit -eltern, -großeltern und -urgroßeltern.
Die folgende Tabelle listet 31 Generationen, dabei bezeichnet „Ego“ (Ich) oder „Proband/Probandin“ (Testperson) diejenige Person, auf die alle Verwandtschaftsnamen bezogen sind; die Kekule-Nummerierung ist international gebräuchlich und gibt die Nummer einer Person in einer Ahnenliste oder Ahnentafel an, dabei haben alle männlichen Vorfahren gerade Zahlen, alle weiblichen ungerade:
| Jahre etwa | Generation | Bezifferung (nach Schmitz) | Bezeichnung             | Alternative genealogische Benennung | Alternative genealogische Benennung | Alternative genealogische Benennung | Kekule-Nummer          | Kekule-Nummer           |
| Jahre etwa | Generation | Bezifferung (nach Schmitz) | Bezeichnung             | Alternative genealogische Benennung | Alternative genealogische Benennung | Alternative genealogische Benennung | von 2 (Generation)     | bis 2 (Generation+1) -1 |
| ---------- | ---------- | -------------------------- | ----------------------- | ----------------------------------- | ----------------------------------- | ----------------------------------- | ---------------------- | ----------------------- |
| +150       | −6         | 6                          | Ururururenkel           |                                     |                                     |                                     |                        |                         |
| +125       | −5         | 5                          | Urururenkel             |                                     |                                     |                                     |                        |                         |
| +100       | −4         | 4                          | Ururenkel               |                                     |                                     |                                     |                        |                         |
| +75        | −3         | 3                          | Urenkel                 |                                     |                                     |                                     |                        |                         |
| +50        | −2         | 2                          | Enkel                   |                                     |                                     |                                     |                        |                         |
| +25        | −1         | 1                          | Kinder                  |                                     |                                     |                                     |                        |                         |
|            | 0          | I                          | Ego (Person, Proband)   |                                     |                                     |                                     | 1                      | –                       |
| −25        | 01         | II                         | Eltern (Mutter ⚭ Vater) |                                     |                                     |                                     | 2                      | 3                       |
| −50        | 02         | III                        | Großeltern              |                                     |                                     |                                     | 4                      | 7                       |
| −75        | 03         | IV                         | Urgroßeltern            |                                     |                                     |                                     | 8                      | 15                      |
| −100       | 04         | V                          | Ururgroßeltern          | Alt                                 |                                     | eltern                              | 16                     | 31                      |
| −125       | 05         | VI                         | Urururgroßeltern        | Alt                                 | groß                                | eltern                              | 32                     | 63                      |
| −150       | 06         | VII                        | Ur(× 4)großeltern       | Alt                                 | urgroß                              | eltern                              | 64                     | 127                     |
| −175       | 07         | VIII                       | Ur(× 5)großeltern       | Ober                                |                                     | eltern                              | 128                    | 255                     |
| −200       | 08         | IX                         | Ur(× 6)großeltern       | Ober                                | groß                                | eltern                              | 256                    | 511                     |
| −225       | 09         | X                          | Ur(× 7)großeltern       | Ober                                | urgroß                              | eltern                              | 512                    | 1.023                   |
| −250       | 10         | XI                         | Ur(× 8)großeltern       | Stamm                               |                                     | eltern A1                           | 1.024                  | 2.047                   |
| −275       | 11         | XII                        | Ur(× 9)großeltern       | Stamm                               | groß                                | eltern                              | 2.048                  | 4.095                   |
| −300       | 12         | XIII                       | Ur(×10)großeltern       | Stamm                               | urgroß                              | eltern                              | 4.096                  | 8.191                   |
| −325       | 13         | XIV                        | Ur(×11)großeltern       | Ahnen                               |                                     | eltern                              | 8.192                  | 16.383                  |
| −350       | 14         | XV                         | Ur(×12)großeltern       | Ahnen                               | groß                                | eltern                              | 16.384                 | 32.767                  |
| −375       | 15         | XVI                        | Ur(×13)großeltern       | Ahnen                               | urgroß                              | eltern                              | 32.768                 | 65.535                  |
| −400       | 16         | XVII                       | Ur(×14)großeltern       | Urahnen                             |                                     | eltern                              | 65.536                 | 131.071                 |
| −425       | 17         | XVIII                      | Ur(×15)großeltern       | Urahnen                             | groß                                | eltern                              | 131.072                | 262.143                 |
| −450       | 18         | XIX                        | Ur(×16)großeltern       | Urahnen                             | urgroß                              | eltern                              | 262.144                | 524.287                 |
| −475       | 19         | XX                         | Ur(×17)großeltern       | Erz                                 |                                     | eltern A2                           | 524.288                | 1.048.575               |
| −500       | 20         | XXI                        | Ur(×18)großeltern       | Erz                                 | groß                                | eltern                              | 1.048.576              | 2.097.151               |
| −525       | 21         | XXII                       | Ur(×19)großeltern       | Erz                                 | urgroß                              | eltern                              | 2.097.152              | 4.194.303               |
| −550       | 22         | XXIII                      | Ur(×20)großeltern       | Erzahnen                            |                                     | eltern                              | 4.194.304              | 8.388.607               |
| −575       | 23         | XXIV                       | Ur(×21)großeltern       | Erzahnen                            | groß                                | eltern                              | 8.388.608              | 16.777.215              |
| −600       | 24         | XXV                        | Ur(×22)großeltern       | Erzahnen                            | urgroß                              | eltern                              | 16.777.216             | 33.554.431              |
| ≈ Jahre    | Generation | Bezifferung                | Bezeichnung             | Alternative Benennung               | Alternative Benennung               | Alternative Benennung               | Kekule-Nummer: von…bis | Kekule-Nummer: von…bis  |

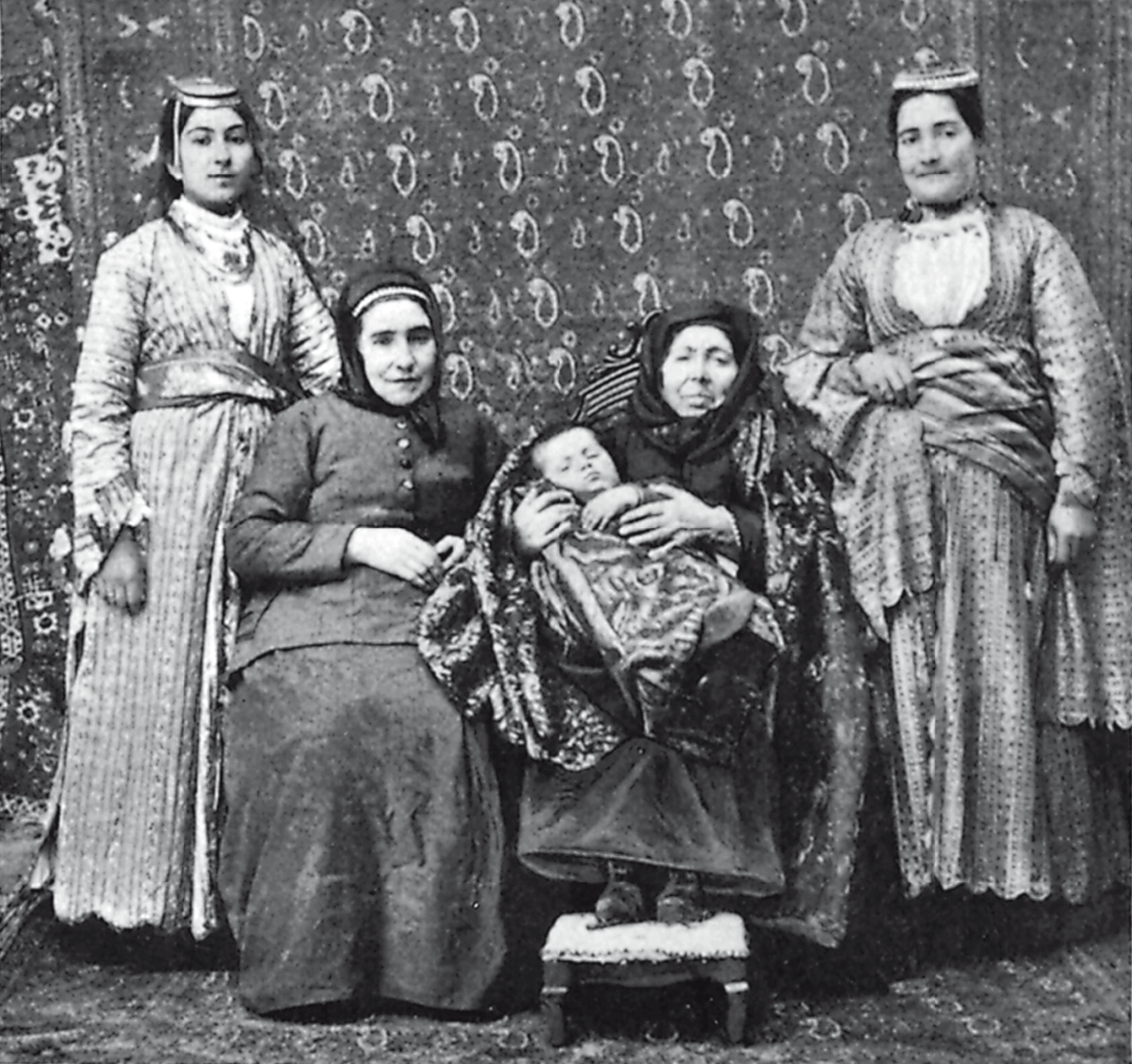
Five generations of an Armenian family („Fünf Generationen einer armenischen Familie“; Harry Finnis Blosse Lynch, London 1901)

24 Generationen umspannen geschätzte 600 Jahre, wenn durchschnittlich alle 25 Jahre eine neue Generation nachkommt, statistisch errechnet sich der tatsächliche Generationenabstand auf 30 und mehr Jahre (mindestens 720 Jahre). Laut dem Guinness-Buch der Rekorde hat im Jahre 1989 die Familie von Augusta Bunge aus den USA 7 Generationen einer geraden Linie in einer Familie erlebt; die sieben Personen waren im Alter von 109, 89, 70, 52, 33, 15 und 0 Jahren. Im Jahre 2013 erlebte eine 86-jährige kanadische Frau die 6. Generation mit der Geburt ihres leiblichen Urururenkels, für den sie ihrerseits die Urururgroßmutter ist (siehe auch die Liste der ältesten Menschen der Welt).
Die Kekule-Nummer zeigt links („von:“) gleichzeitig die mathematisch maximal mögliche Anzahl der Angehörigen der jeweiligen Generation (Beispiel: 8 Urgroßeltern); rein rechnerisch hatte eine Person also in der 24. Generation rund 16,8 Millionen Vorfahren, insgesamt 33.554.430 innerhalb der letzten 600–720 Jahre. Da sich von diesen aber, z. B. durch Cousin-Heiraten, sehr viele überschneiden, weil sie gleichzeitig mindestens zwei Ahnenpositionen in der gesamten Ahnenliste einnehmen, verringert sich die tatsächliche Anzahl der Vorfahren schnell auf unter ein Prozent der logisch möglichen (siehe dazu Ahnenschwund und Mathematische Betrachtung der Vorfahren-Generationen).
Nach der biologischen Abstammungstheorie sind alle Menschen miteinander blutsverwandt (wie auch mit sämtlichen Lebewesen auf der Erde). Die archäologische Vererbungslehre (Archäogenetik) hat in Modellen errechnet, dass die letzten gemeinsamen Vorfahren aller heute lebenden Menschen in Afrika lebten: der Adam des Y-Chromosoms vor geschätzten 75.000 Jahren (von ihm stammen alle heutigen Männer ab), und die Eva der Mitochondrien vor geschätzten 175.000 Jahren (von ihr stammen die Mitochondrien aller heutigen Menschen ab). Die gesamte Weltbevölkerung ist demnach durch eine riesige Ahnengemeinschaft genetisch sehr eng miteinander verwandt.